# BBN Butterfly
BBN Buttefly（BBN バタフライ）は、BBNテクノロジーズによって（Pluribusの設計に基づいて）1980年代に開発された超並列マシン。その名称は基盤となるバタフライ式マルチステージ交換ネットワークに由来する。各マシンは最大512個のプロセッサ（CPU）で構成され、各プロセッサにローカルメモリが付属し、各プロセッサが他の全プロセッサのローカルメモリにアクセス可能となっている（ただし、そのレイテンシはローカルメモリに比較して15倍）。プロセッサには一般のマイクロプロセッサを使用した。メモリアドレス空間は共有されている。
第一世代はモトローラのMC68000を使用し、その後MC68010版が続いた。バタフライ接続はこのコンピュータのために開発された。第二世代と第三世代の GP-1000 はMC68020を使用し最大256CPUとした。後期の TC-2000 はモトローラの88100を採用し、最大512CPUとしている。
元々は、音声や動画を広帯域ネットワーク上で転送するための ST-II プロトコルのルーターボイス・ファンネルとして開発された。バタフライはその後、国防高等研究計画局のARPANETの後継である高速な衛星広帯域ネットワークのルーターとしても使われた。このネットワークは後に惑星広帯域ネットワークとなった。
バタフライ上では当初独自オペレーティングシステム「クリサリス」が動作していたが、1989年にMachオペレーティングシステムに移行した。ハードウェアはNUMAだが、理論上対称型マルチプロセッシングとして動作する。
実際の最大構成のシステムは、ローレンス・リバモア研究所の123プロセッサ以上を搭載したシステム（フォールトトレラント性のために冗長性を持たせている）である。ほとんどのシステムは16プロセッサ程度の規模だった。DARPA内にも少なくとも1システムが納入された。
バタフライ向けに開発された並列プログラム用デバッガTotalViewはプラットフォームより長生きし、他の様々な超並列マシンにも移植された。